# Список вулиць Львова (О)
Список усіх вулиць Львова, що починаються на літеру О.
У списку вулиці подані за алфавітом. Назви вулиць на честь людей відсортовані за прізвищем і подаються у форматі Прізвище Ім'я і/або Посада. Якщо вулиця названа за цілісним псевдонімом або прізвиськом, то сортування відбувається за першої літерою псевдоніма або імені, тобто Лесі Українки — на літеру Л, Марка Вовчка, Марка Черемшини — на М, Олени Пчілки — на О, Панаса Мирного — на П, Янки Купали — на Я тощо.
Курсивом позначені зниклі вулиці.
Колір фону у списку залежить від типу урбаноніма.
| Назва                  | Тип    | Колишні назви                                                                                          | Район          | Місцевість  | Рік затв. | Джерела          |
| ---------------------- | ------ | --- | -------------- | ----------- | --------- | ---------------- |
| Огієнка Івана          | вулиця | Красіцкєґо, Красіцкіх чи Красіньскіх), Герренштрассе, Красіцьких, Куйбишева                            | Галицький      | Центр       | 1991      | ПСВЛ, ІВЛ, ВП, Л |
| Огіркова               | вулиця | Замкова пшечніца, Оґуркова                                                                             | Шевченківський | Підзамче    | 1944      | ПСВЛ, ВП, Л      |
| Оглоблина Олександра   | вулиця | | Шевченківський | Клепарів    |           | ВП, Л            |
| Одеська                | вулиця | Бочковскєґо, Рогатинскийґассе, Бочковського                                                            | Залізничний    |             | 1946      | ПСВЛ, ВП, Л      |
| Ожешко Елізи           | вулиця | Ожешковей, Веддінґенгассе, Ожешкової                                                                   | Франківський   | Новий Світ  | 1950      | ПСВЛ, ІВЛ, ВП, Л |
| Ожинова                | вулиця | | Шевченківський | Рясне       | 1958      | ПСВЛ, ВП, Л      |
| Озаркевича Євгена      | вулиця | Сьвентеґо Юра бочна, Півоварска, Пйотра Скарґі, Шпітальштрассе, Скарги, Пирогова                       | Галицький      | Новий Світ  | 1992      | ПСВЛ, ІВЛ, ВП, Л |
| Озерна                 | вулиця | | Залізничний    | Левандівка  | 1958      | ПСВЛ, ВП, Л      |
| Околична               | вулиця | Прондзиньскєґо, Пуччініґассе, Прондзінського                                                           | Франківський   | Вулька      | 1946      | ПСВЛ, ВП, Л      |
| Окружна                | вулиця | Окренжна, Смуліковскєґо, Вестрінґ, Зюдрінґ, Смуліковського, Духновича                                  | Франківський   | Богданівка  | 1963      | ПСВЛ, ВП, Л      |
| Окуневського Теофіла   | вулиця | На Боіско, Шпортґассе, На Боїсько, Довганика                                                           | Шевченківський | Голоско     | 1992      | ПСВЛ, ІВЛ, ВП, Л |
| Олександра Олеся       | вулиця | Філіпувка (част.), Любецкєґо, Кампфбанґассе, Любецького, Серафимовича                                  | Личаківський   | Погулянка   | 1992      | ПСВЛ, ІВЛ, ВП, Л |
| Олени Пчілки           | вулиця | Чересьньова (част.), Стшалковскєй, Ґнейзенауґассе, Стшалковської, Садова                               | Личаківський   | Штіллерівка | 1946      | ПСВЛ, ІВЛ, ВП, Л |
| Олесницького Євгена    | вулиця | Варшавська (Левандівка); Бастира, Кохановскіґассе, Багрицького                                         | Залізничний    | Левандівка  | 1992      | ПСВЛ, ІВЛ, ВП, Л |
| Олешківська            | вулиця | Каштеляньска (Левандівка); Старостиньска, Старостинська, Громадянська                                  | Залізничний    | Левандівка  | 1993      | ПСВЛ, ВП, Л      |
| Олійна                 | вулиця | Олєйова, Ельґассе                                                                                      | Личаківський   | Знесіння    | 1944      | ПСВЛ, ВП, Л      |
| Олега Ольжича          | вулиця | Кредитова, Белзи, Торманнґассе, Басейна                                                                | Личаківський   | Погулянка   | 1993      | ПСВЛ, ІВЛ, ВП, Л |
| Опільського Юліана     | вулиця | Збараска, Клюкґассе, Збаразька, Смоленська                                                             | Франківський   | Новий Світ  | 1993      | ПСВЛ, ІВЛ, ВП, Л |
| Опришківська           | вулиця | Дроґа Кісєлькі (Кісєлькі, Жулкєвска бочна направо), Компєльна, Фургальскєґо, Фургальського, Лікерна    | Личаківський   | Знесіння    | 1946      | ПСВЛ, ВП, Л      |
| Орельська              | вулиця | Ґловацкєґо (Левандівка); Воєвудска, Воєводенґассе, Воєводська, Районна                                 | Залізничний    | Левандівка  | 1993      | ПСВЛ, ВП, Л      |
| Орлика Пилипа          | вулиця | 60-річчя СРСР                                                                                          | Шевченківський | Замарстинів | 1991      | ПСВЛ, ІВЛ, ВП, Л |
| Орлина                 | вулиця | | Сихівський     | Новий Львів | 1957      | ПСВЛ, ВП, Л      |
| Орна                   | вулиця | | Шевченківський | Голоско     | 1933      | ПСВЛ, ВП, Л      |
| Освицька               | вулиця | | Сихівський     | Сихів       | 1990      | ПСВЛ, ВП, Л      |
| Осикова                | вулиця | | Шевченківський | Рясне       | 1958      | ПСВЛ, ВП, Л      |
| Остроградських         | вулиця | Малаховскєґо, Геббельґассе, Малаховського, Пожарського                                                 | Франківський   | Вулька      | 1993      | ПСВЛ, ІВЛ, ВП, Л |
| Острозького Костянтина | вулиця | Пяскова (част.), Паулінув (част.), Ксьонжонт Остроґскіх, Константин Острогскийґассе, Князів Острозьких | Личаківський   | Личаків     | 1950      | ПСВЛ, ІВЛ, ВП, Л |
| Остряниці Яцка         | вулиця | Сьвєнтей Кінгі, Кінґаґассе, Святої Кінги, Савіної                                                      | Шевченківський | Підзамче    | 1991      | ПСВЛ, ІВЛ, ВП, Л |
| Очаківська             | вулиця | Міцкевича (Збоїща)                                                                                     | Шевченківський | Збоїща      | 1958      | ПСВЛ, ВП, Л      |
| Очеретяна              | вулиця | Комсомольська (Збоїща)                                                                                 | Шевченківський | Збоїща      | 1962      | ПСВЛ, ВП, Л      |